# Wyethia magna
Wyethia magna là một loài thực vật có hoa trong họ Cúc. Loài này được A.Nelson miêu tả khoa học đầu tiên.